# Cité des sciences de Naples
La Cité des sciences de Naples (en italien : Città della Scienza) est l'un des musées de la ville de Naples, situé dans le quartier de Bagnoli, au 104, via Coroglio.

## Historique
Fondée en 1996 par Vittorio Silvestrini (it), la Cité des sciences de Naples est une initiative de promotion et de vulgarisation de la science gérée par la Fondazione IDIS-Città della Scienza.
Le 4 mars 2013 au soir, un violent incendie s'est attaqué à quatre des six bâtiments et détruit la quasi-totalité de leur contenu. On le pense d'origine criminelle, le maire ayant publiquement accusé la mafia. La reconstruction est soutenue par des appels à donations de nombreuses personnalités. La cité rouvre le 10 avril 2013.

## Implantation
La cité des sciences est une installation polyvalente située dans le quartier de Bagnoli, à Naples, composée d'un musée scientifique interactif, d'un planétarium, d'un incubateur d'entreprises et d'un centre de formation. Il est construit sur le site d'une ancienne usine du XIXe siècle.